# اوکوایزومی، شیمانه
اوکوایزومی، شیمانه (به لاتین: Okuizumo, Shimane) یک منطقهٔ مسکونی در ژاپن است که در استان شیمانه واقع شده‌است. اوکوایزومی  ۱۶٬۴۸۴ نفر جمعیت دارد.